# Maximilien Misson
François Maximilien Misson (* 1650 (?); † 1722) bzw. Maximilien Misson oder Maximilian Misson (bisweilen begegnet die Namensvariante „Mission“) war ein französischer Reiseschriftsteller und Pariser Parlamentsrat.

## Leben

Nouveau Voyage d’Italie, 1724

Der normannische Hugenotte Misson ging nach dem Widerruf des Edikts von Nantes durch König Ludwig XIV. im Edikt von Fontainebleau (1685) nach England. Von dort aus begleitete er als Hofmeister 1687 bis 1688 die Brüder James und Charles, Enkel des Herzogs von Ormond, auf ihrer Grand Tour durch Holland, Deutschland und Italien. Seine später veröffentlichte „Reise nach Italien“ zählt zu den wichtigsten Italienhandbüchern des 18. Jahrhunderts.
Aus prophetischem Sendungsbewusstsein wandte sich Misson an den Papst in Rom und den Sultan in Konstantinopel, um seinen Glaubensbrüdern zu helfen.

## Le Théâtre sacré des Cévennes
Sein Buch Le Théâtre sacré des Cévennes (1707) ist ein Sammelband von etwa zwanzig kamisardischen Selbstzeugnissen, die wichtigste Quelle zu den Cevennenkriegen und ihren protestantischen Konvulsionären und Propheten sowie ihren Militärführern (Abraham Mazel, Élie Marion, Jacques Bonbonnoux, Jean Cavalier etc.). Die englische Version gab John Lacy 1707 in London unter dem Titel „A Cry from the Desart“ heraus, da die Anwesenheit der geflüchteten Schwärmer und Propheten im Land großes öffentliches Interesse erweckte.
Beide Ausgaben wurden für die deutsche Übersetzung des „raren und sonderbaren Tractätleins“ benutzt, die 1712 unter dem Titel Heiliger Schau-Platz Der Landschafft Cevennes, oder Historische Erzehlung vieler Wunder, Welche in Franckreich unter den Cevennern in der Provinz Languedoc vor kurtzer Zeit geschehen, und durch Gerichtlich-beschworne Aussagen und andere Zeugnisse erwiesen sind erschien.
Das Werk gilt als die wichtigste Innenansicht dieses blutigen Religionskrieges, der den ganzen Süden Frankreichs verheerte. Die heutige Kargheit mancher Landstriche dieses Gebietes rührt von der Politik der verbrannten Erde der Zentralgewalt dieser Zeit her. Die prophetische Bewegung erfasste zwischen 1688 und 1702 das Gebiet des heutigen Départements Drôme, den Vivarais, die Cevennen und den Bas-Languedoc.
In Deutschland veröffentlichte der Hölderlin-Freund Isaak Freiherr von Sinclair 1806 sein dreiteiliges Trauerspiel über den Cevennenkrieg, das Ludwig Tieck zu seiner Novelle Der Aufruhr in den Cevennen (1826) anregte.

## Schriften
- Mémoires et observations faites par un voyageur en Angleterre de François Maximilien Misson. La Haye 1698
- Nouveau Voyage D’Italie. Avec un Mémoire contenant des avis utiles à ceux qui voudront faire le mesme voyage. 3 Bände, Quatrième Edition, Plus ample & plus correcte que les précédentes; & enrichie de nouvelles Figures, van Bulderen, La Haye 1702
  - Maximillian Missons … Reise nach Italien: Mit vilen neuen anmerckungen und figuren vermehret. Fritsch, Leipzig 1713
  - A New Voyage to Italy. With Curious Observations on several Other Countries 4. Ausgabe, with large Additions throughout the Wohle, 4 Bände, Bonwicke [u. a.], London 1714
  - Voyage d’Italie. Utrecht 1722 (5e éd. plus ample et plus correcte que les précédentes et augmentée d’un quatrième volume, traduit de l’anglois, et contenant les remarques que M. Addison a faites dans son Voyage d’Italie)
  - Voyage d’Italie. Ed. aug. de remarques nouvelles & interessantes, 4 Bände, Clausier [u. a.], Amsterdam 1743
- Mélange de littérature historique et critique sur tout ce qui regarde l’état extraordinaire des Cévenols appelés camisards. London 1707.
- Avertissements prophétiques d’Elie Marion. London 1707.
- Le Théâtre sacré des Cévennes. London 1707.
  - Heiliger Schau-Platz Der Landschafft Cevennes, oder Historische Erzehlung vieler Wunder, Welche in Franckreich unter den Cevennern in der Provinz Languedoc vor kurtzer Zeit geschehen, und durch Gerichtlich-beschworne Aussagen und andere Zeugnisse erwiesen sind. Rothe, Frankfurt 1712.
- Sentimens désintéressez de divers théologiens protestans sur les agitations et sur les autres particularitez de l’état des prophètes. chez Robert Roger, Londres 1710 (Anmerkung: L’auteur est Maximilien Misson d’après une note ms. de Samuel Chappuis dans l’exemplaire BCU Lausanne)